# Weißandt-Gölzau
Weißandt-Gölzau – dzielnica miasta Südliches Anhalt w Niemczech, w kraju związkowym Saksonia-Anhalt, w powiecie Anhalt-Bitterfeld.
Do 31 grudnia 2009 była to oddzielna gmina we wspólnocie administracyjnej Südliches Anhalt. Do 1 lipca 2007 należała do powiatu Köthen.

## Geografia
Dzielnica Weißandt-Gölzau położona jest pomiędzy Radegast i Köthen (Anhalt).
W skład dawnej gminy wchodziły trzy dzielnice:
- Gnetsch
- Klein-Weißandt
- Weißandt-Gölzau

Przez Weißandt-Gölzau przebiega droga krajowa B183.